# Tîmașivka, Krasnohvardiiske
Tîmașivka (în ucraineană Тимашівка) este un sat în comuna Oleksandrivka din raionul Krasnohvardiiske, Republica Autonomă Crimeea, Ucraina.

## Demografie
Componența lingvistică a localității Tîmașivka
     Rusă (69,15%)
     Tătară crimeeană (21,16%)
     Ucraineană (9,09%)
     Alte limbi (0,3%)
Conform recensământului din 2001, majoritatea populației localității Tîmașivka era vorbitoare de rusă (69,15%), existând în minoritate și vorbitori de tătară crimeeană (21,16%) și ucraineană (9,09%).